# 科泰夫拉尔
科泰夫拉尔（法語：Cottévrard，法語發音：[kɔtevʁaʁ]）是法国滨海塞纳省的一个市镇，属于鲁昂区。

## 地理
科泰夫拉尔（49°37'58"N, 1°13'19"E）面积7.88 平方千米，位于法国诺曼底大区滨海塞纳省，该省份为法国北部沿海省份，其西部及北部濒大西洋英吉利海峡，东起顺时针与索姆省、瓦兹省、厄尔省和卡爾瓦多斯省接壤。
与科泰夫拉尔接壤的市镇（或旧市镇、城区）包括：博蒙勒阿朗、博斯克勒阿尔、克里托、格里尼厄斯维尔、圣桑斯。

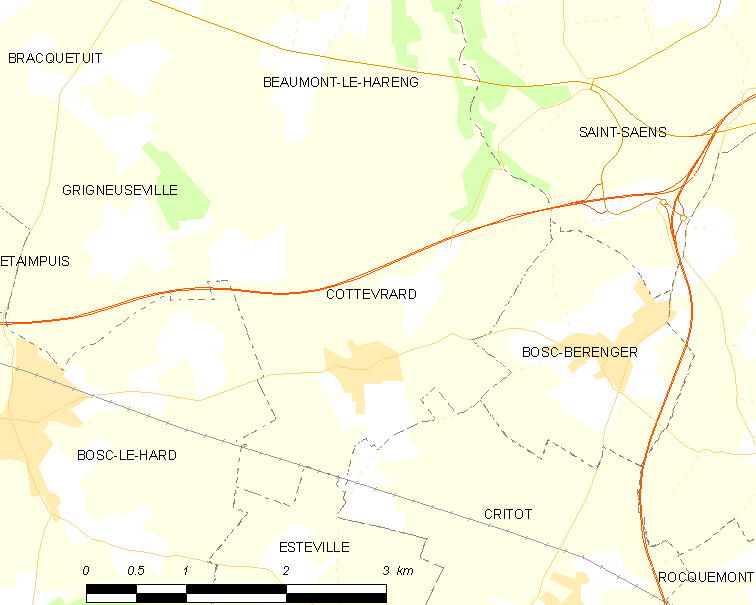
科泰夫拉尔的OSM定位图

科泰夫拉尔的时区为UTC+01:00、UTC+02:00（夏令时）。

## 行政
科泰夫拉尔的邮政编码为76850，INSEE市镇编码为76188。

## 政治
科泰夫拉尔所属的省级选区为布赖地区讷沙泰勒县。

## 人口

1962-2008年间科泰夫拉尔人口变化图示

科泰夫拉尔于2022年1月1日时的人口数量为474人。